# رون برترام
رون برترام (بالإنجليزية: Ron Bertram)‏ هو عسكري أسترالي، ولد في 22 يونيو 1924 في Inglewood, Western Australia ‏ في أستراليا، وتوفي في 17 نوفمبر 2014 في West Leederville, Western Australia ‏ في أستراليا.